# Czornyj Porog
Czornyj Porog (ros. Чёрный Порог) – osiedle w Rosji, w Karelii, w rejonie siegieżskim. W 2010 liczyło 557 mieszkańców.